# Arthur Guerra
Arthur Guerra é um psiquiatra brasileiro especialista em dependência química. É conhecido como o primeiro coordenador do Programa Redenção , na região conhecida como Cracolândia, entre 2017 e 2022, fundador do GREA (Grupo Interdisciplinar de Estudos de Álcool e Drogas), sediado no Instituto HC Perdizes – IPer HC FMUSP - e coordenador do Núcleo de Álcool e Drogas do Hospital Sírio Libanês.
Arthur Guerra é pós-doutor na School of Public Health, na Johns Hopkins University (EUA), pela Fullbright Commission, professor titular de Psicologia Médica e Psiquiatria da Faculdade de Medicina do ABC e professor associado do Departamento de Psiquiatria da Faculdade de Medicina da USP. Também é presidente do Conselho Diretor do Instituto HC Perdizes, do Hospital das Clínicas de São Paulo, instituição pública que recebe usuários de álcool e drogas, além de oferecer apoio para pacientes do complexo HC (transição de cuidados e cuidados paliativos).
É colunista da Forbes desde 2020 e autor de Você Aguenta ser Feliz?, em coautoria com Nizan Guanaes.

## Vida pessoal
Arthur Guerra é casado e tem quatro filhos. Começou a se dedicar à atividade física com 50 anos, tendo corrido 16 maratonas no Brasil e no exterior, 5 Ironman completos e tendo sido classificado para o mundial 70.3 (meio Ironman) .
Usa a atividade física como ferramenta no tratamento da dependência química e de outros transtornos mentais.

## Carreira
Em 1981, fundou o GREA (Grupo Interdisciplinar de Estudos de Álcool e Drogas), grupo pioneiro da Faculdade de Medicina da USP dedicado ao ensino, à pesquisa, à prevenção e ao atendimento de pessoas com dependência química. Ao longo de sua carreira, sempre defendeu a implementação de ações voltadas à prevenção precoce.
Em 2004, fundou o Centro de Informações sobre Saúde e Álcool (CISA), Organização da Sociedade Civil de Interesse Público (OSCIP) que trabalha com a prevenção do uso patológico do álcool por meio de pesquisas, campanhas e publicações educativas voltadas a pais, educadores e jovens.
Como presidente do CISA, Arthur Guerra coordena, desde 2019, o Álcool e Saúde dos Brasileiros – Panorama, relatório que reúne dados referentes ao consumo de álcool no Brasil e seu impacto sobre a saúde.
Coordenou, de 2017 a 2022, o Programa Redenção da Prefeitura Municipal de São Paulo. O Redenção envolve ações integradas de atenção à saúde, reinserção social e capacitação profissional, entre elas tratamento de dependentes químicos que fazem o uso abusivo de álcool e outras drogas e que estão em situação de vulnerabilidade ou risco social.
Pesquisador, tem 172 trabalhos publicados em periódicos científicos brasileiros e internacionais, de acordo com o Currículo Lattes.
Em 2018, fundou, ao lado da psiquiatra Camila Magalhães, a Caliandra Saúde Mental, empresa voltada à cuidar da saúde mental no âmbito corporativo.

## Publicações
1. Álcool e suas Consequências: Uma Abordagem Multiconceitual. ANDRADE, AG; Andrade, AG; ANTHONY, JC; SILVEIRA, CM. 1. ed. Barueri: Editora Manole, 2009.
2. 100 Questões em Psiquiatra. CASTALDELLI-MAIA, JM; Andrade, AG. 1. ed. Barueri, São Paulo: Editora Manole Ltda, 2012
3. Fundamentos em Psiquiatria". ALVARENGA, PG; Andrade, AG. 1. ed. Barueri - SP: Editora Manole Ltda, 2008
4. Sex Offenders: Management, Treatment and Bibliography. BALTIERI, DA; ANDRADE, AG; Andrade, AG; FENNER, JV. New York: Nova Science Publishers, 2008
5. Dependência Química - novos modelos de tratamento. FOCCHI, GRA; LEITE, MC; LARANJEIRA, R; Andrade, AG. 1. ed. São Paulo: Editora Roca, 2001
6. Glossário de Termos de psiquiatria e Saúde Mental da CID-10 e seus Derivados. Andrade, AG; BERTOLOTE, JM (Org.). Porto Alegre: Editora Artes Médicas, 1997
7. Drogas: Atualização em Prevenção e Tratamento. Andrade, AG; NICASTRI, S; TONGUE, E. 1. ed. São Paulo: editora Lemos, 1993
8. Normas de Procedimentos na Abordagem do Alcoolismo.Andrade, AG; CAMPANA, AAM (Org.); GALPERIM, B (Org.); LUZ JÚNIOR, E (Org.); RAMOS, SP (Org.); CARDOSO, SC (Org.); AZEVEDO, VMS (Org.); ARAUJO, VA (Org.). Brasília: Centro de Documentação do Ministério da Saúde, 1991
9. Normas e Procedimentos na Abordagem do Abuso de Drogas. Andrade, AG; NERY FILHO, A (Org.); REQUIÃO, DH (Org.); SILVEIRA, DX (Org.); CARLINI, EA (Org.); OLIVEIRA, EM (Org.); ESCOBAR, JCS (Org.); AQUINO, MTC (Org.); COSTA, PF (Org.); BÜCHER, R (Org.); CASTEL, S (Org.); RAMOS, SP (Org.); MUNDIM, WE (Org.). Brasília: Secretaria Nacional de Assistência à Saúde, 1991. v. 2000
10. Você Aguenta ser Feliz?, Arthur Guerra e Nizan Guanaes. ed. Sextante, 2022